# Ctenophthalmus savii
Ctenophthalmus savii är en loppart som beskrevs av Jordan et Rothschild 1921. Ctenophthalmus savii ingår i släktet Ctenophthalmus och familjen mullvadsloppor.

## Underarter
Arten delas in i följande underarter:
- C. s. savii
- C. s. calabricus
- C. s. matilei